# Обиньи-сюр-Нер (кантон)
Обиньи́-сюр-Нер (фр. Aubigny-sur-Nère) — кантон во Франции, находится в регионе Центр, департамент Шер. Входит в состав округа Вьерзон.
Код INSEE кантона — 1803. Всего в кантон Обиньи-сюр-Нер входят 4 коммуны, из них главной коммуной является Обиньи-сюр-Нер.

## Коммуны кантона
| Коммуна             | Население, чел. (1999) | Почтовый индекс | Код INSEE |
| ------------------- | ---------------------- | --------------- | --------- |
| Менетреоль-сюр-Содр | 271                    | 18700           | 18147     |
| Обиньи-сюр-Нер      | 5 907                  | 18700           | 18015     |
| Сент-Монтен         | 170                    | 18700           | 18227     |
| Уазон               | 752                    | 18700           | 18170     |

## Население
Население кантона на 1999 год составляло 7 100 человек.
| 1962  | 1968  | 1975  | 1982  | 1990  | 1999  | 2006 | 2007 |
| ----- | ----- | ----- | ----- | ----- | ----- | ---- | ---- |
| 5 611 | 6 452 | 6 604 | 6 781 | 7 014 | 7 100 | -    | -    |